# Districte d'Echallens

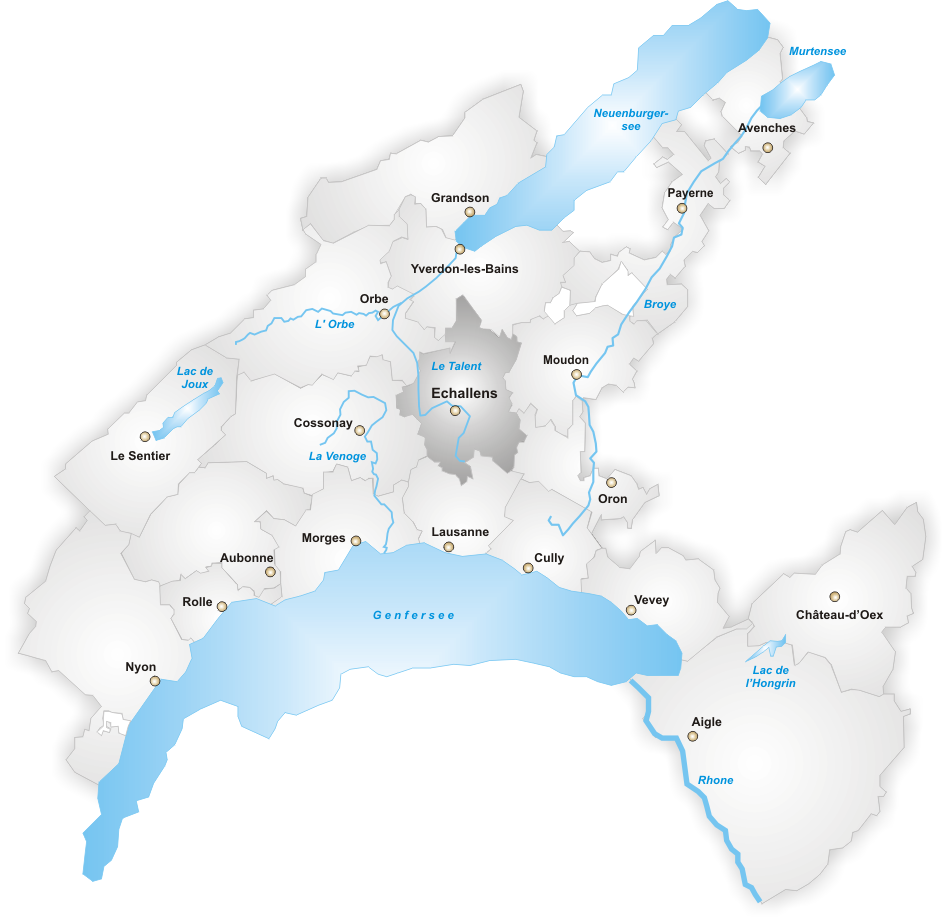
L'antic districte d'Echallens

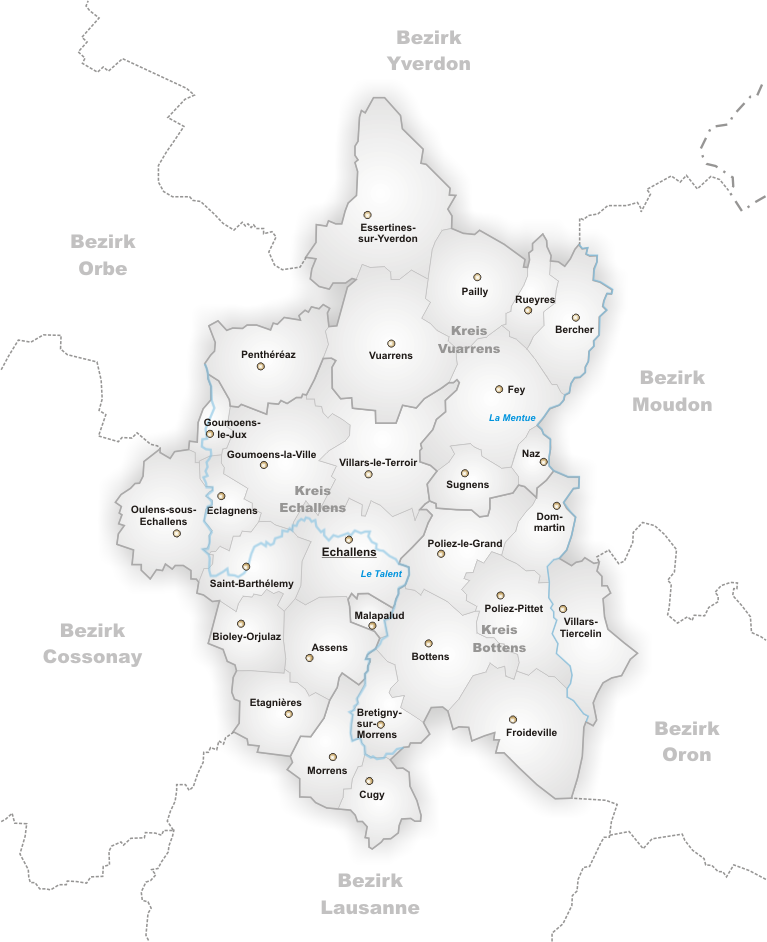
Municipis de l'antic districte d'Echallens

El districte d'Echallens és un dels antics 19 districtes del cantó suís de Vaud que va desaparèixer en la reforma del 2008. Els seus municipis van anar a parar al districte del Gros-de-Vaud complet.

## Municipis
- Cercle de Bottens
  - Bottens
  - Bretigny-sur-Morrens
  - Cugy
  - Dommartin
  - Froideville
  - Malapalud
  - Morrens
  - Poliez-le-Grand
  - Poliez-Pittet
  - Villars-Tiercelin

- Cercle d'Echallens
  - Assens
  - Bioley-Orjulaz
  - Echallens
  - Eclagnens
  - Etagnières
  - Goumoens-la-Ville
  - Goumoens-le-Jux
  - Oulens-sous-Echallens
  - Sugnens
  - Saint-Barthélemy
  - Villars-le-Terroir

- Cercle de Vuarrens
  - Bercher
  - Essertines-sur-Yverdon
  - Fey
  - Naz
  - Pailly
  - Penthéréaz
  - Rueyres
  - Vuarrens